# فرد ویلیامز
فرد ویلیامز (انگلیسی: Fred Williams؛ زادهٔ ۹ فوریهٔ ۱۹۳۸) بازیگر اهل آلمان است.
از فیلم‌هایی که وی در آن نقش داشته‌است، می‌توان به هشدار اسکاتلندیارد: ۶ قتل بدون قاتل!، انتقام دکتر مابوزه، ایزابلا، دوشس شیاطین، نشاط‌آفرینان، شیطان از آکاساوا آمد، کنت دراکولا، ساندرا، مادام و خواهرزاده‌اش و او با شور و هیجان کشت اشاره کرد.